# Heinrich Foytisdorf
Heinrich Foytisdorf (zm. 1453 roku w Kłodzku) – mnich i szósty przeor klasztoru augustianów w Kłodzku od 1435 roku.

## Życiorys
Pochodził z rodziny szlacheckiej z Grodkowa. We wczesnej młodości zdecydował się wstąpić do zakonu augustianów. Przebywał m.in. w klasztorze tego zgromadzenia we Wrocławiu, skąd w 1428 roku znalazł się w Kłodzku, gdzie brał udział w obronie miasta przed husytami, którzy je oblegali. Namawiał mieszkańców do ego obrony, wzywając: Jeśli nie chcecie się sami bronić, to ja chcę!. W uznaniu za swoje zasługi podczas wojen husyckich (1419-1436), został w 1435 roku po rezygnacji Lukasa, wybrany na nowego przeora kłodzkich augustianów.
Opowiadał się za zreformowaniem kłodzkiego klasztoru, prosząco wsparcie braci z Wiednia, jednak bezskutecznie. Brał czynny udział w soborze w Bazylei (1431-1438), na którym otrzymał potwierdzenie dotychczasowych przywilejów dla kłodzkiego zakonu od cesarza i papieża. Zmarł w 1453 roku, a swoim testamencie cały swój majątek przekazał na kłodzki klasztor, za który zgodnie z jego wolą ufundowano osiem ołtarzy w kościele kolegiackim na Górze Zamkowej.